# بكة الفرنتيرة
بلدية بِكَة الفَرَنْتِيرة أو (نقحرة: فيخير دي لا فرونتيرا) (بالإسبانية: Vejer de la Frontera)‏، هي إحدى بلديات مقاطعة قادس, التي تقع في منطقة الأندلس جنوب إسبانيا.
يبلغ عدد سكانها 12.727 نسمة وفقاً لإحصائية سنة (2002).

## أعلام
- جيسوس كاسترو